# The Invisible Host
The Invisible Host är en spänningsroman från 1930 författad av det amerikanska gifta författarparet Gwen Bristow och Bruce Manning. Romanen filmatiserades 1934 som The Ninth Guest. Dessförinnan, år 1930, hade romanen omarbetas till en Broadwaypjäs (The Ninth Guest) av den Pulitzerpris-vinnande dramatikern Owen Davis.
Agatha Christies roman Tio små negerpojkar från 1939 har en handling som efterliknar den i The Invisible Host.

## Handling
Åtta gäster har av en anonym värd blivit inbjudna till en övergiven men väl inredd takvåning i New Orleans. Väl på plats serveras gästerna en utmärkt middag. Kort därefter meddelas gästerna av en röst på radio att de alla kommer att dö innan natten är över. Den osynlige värden har noggrant planerat för varje gästs frånfälle och minerat takvåningen så att ingen ska kunna ta sig därifrån. I takt med att gästerna en efter en börjar duka under så börjar misstankar höjas av de kvarlevande att mördaren kan vara en av dem.